# جي آر إيه يو

شعار المديرية الروسية للقذائف والمدفعية

جي آر إيه يو GRAU أو المديرية الرئيسية للصواريخ والمدفعية بوزارة الدفاع في الاتحاد الروسي  (بالروسية:  Главное ракетно-артиллерийское управление МО РФ) هي سلطة عسكرية مركزية تخضع لنائب وزير الدفاع. مهمة هذه المديرية تنظيم الدعم التقني الصاروخي والمدفعي للقوات المسلحة للاتحاد الروسي، وذلك فيما يتعلق بتوفير الأسلحة والمعلومات الدفاعية ومهام أخرى، على نطاق ثابت، وكذلك تطوير وتحسين تقنيات المدفعية والصواريخ.

ويرجع تاريخ تأسيس هذه المديرية إلى عام 1862 وكانت تعرف في البداية باسم «جي إيه يو GAU» إلى أن تم تعديل الاسم في 1960 ليشتمل على إشارة للقذائف الصاروخية.

وتقوم مديرية الصواريخ والمدفعية -فيما تقوم من مهام- بإطلاق تعريف للأسلحة والمعدات من مدفعية وقذائف صاروخية وصواريخ بتسمية أبجدية رقمية للأسلحة التي تم تعيينها من قبل إحدى مديري وزارة الدفاع في اتحاد الجمهوريات الاشتراكية السوفياتية سلبقاً، وروسيا الاتحادية في الوقت الحالي. وقد تم إدخال تعريفات جي آر إيه يو GRAU من قبل مديرية المدفعية الرئيسية (GAU سابقاً، والآن GRAU) في عام 1938 لتسمية منتجات أسلحة المدفعية في المراسلات غير المصنفة. ولقد تطور نظام الفهرسة للأسلحة بمرور الوقت. في عام 1956 خضع النظام لعدد من التغييرات، وذلك بسبب حقيقة أن مؤشر عام 1938 قد استنفد قدرته وأصبح لا يفي بمتطلبات الحفاظ على أسرار الدولة، وكذلك فيما يتعلق بظهور أنواع جديدة من الأسلحة كالصواريخ على سبيل المثال.

## المنظومة الحالية لتعريفات جي آر إيه يو
يتكون تعريف جي آر إيه يو GRAU من الصيغة التالية <رقم> يليه <حرف> ثم <رقم/عدد> ، مع لاحقة اختيارية ويتبعها حرف أو رقم.

مثال: صاروخ فيخر 9K121 Vikhr

## مفاهيم خاطئة
هناك بعض المفاهيم الخاطئة الشائعة التي تحيط بنطاق هذه التعريفات ومنشأها. تسمية جي آر إيه يو GRAU ليست تسمية صناعية، ولا يتم تعيينها من قبل مكتب التصميم. وبالإضافة إلى تصنيف جي آر إيه يو GRAU الخاص بالمنتج أو المعدة، يمكن أن تحتوي قطعة معينة من المعدات على اسم تصميم واسم صناعي وتسمية خدمة.
على سبيل المثال، كان لأحد صواريخ أرض-جو في منظومة دفاع جوي S-25 Berkut أربعة تسميات محلية على الأقل:
اسم التصميم: La-205
تعريف جي آر إيه يو GRAU: تم تعريفه باسم 5V7
اسم التصنيع: Article 205 Izdeliye 205
التعريف العسكري السوفيتي: V-300

## مخطط التعريف
مخطط التخصيص
الجزء الأول من تعريف جي آر إيه يو GRAU هو رقم يشير إلى أي من الفئات الرئيسية للمعدات ينتمي عنصر معين. أما الجزء الثاني، حرف السيريلية، ويشير إلى الفئة الفرعية. والجزء الثالث، رقم، يشير إلى النموذج المحدد. ويمكن استخدام اللاحقة الاختيارية للتمييز بين المتغيرات من نفس النموذج.

## أمثلة على التعريفات وأقسامها

### بدء التعريف بالرقم 2: أنظمة مدفعية
- 2A: أنظمة مدفعية مجرورة (2A65 Msta-B)
- 2B: أنظمة هاون أو مورترات (2B9 Vasilek و 2B14 Podnos)
- 2K: أنظمة دفاع جوي (2K22 Tunguska منظومة مدفعية-صاروخية سطح-جو)
- 2S: أنظمة مدفعية ذاتية الدفع (2S1 Gvozdika و2S19 Msta-S)
- 2U: معدات للتدريب

### بدء التعريف بالرقم 3: صواريخ القوات البرية والبحرية
- 3M: صواريخ متنوعة (3M80 Moskit و 3M45 Granit)

### بدء التعريف بالرقم 4: صواريخ بحرية ومعدات عسكرية (ذخائر، دروع متفاعلة، إلخ..)
- 4G: رؤوس حربية (4G15)
- 4K: صواريخ بحرية (4K10 صاروخ باليستي يطلق من الغواصات)
- 4P: قاذفات
- 4S: قاذفات (4S95 قاذفات منظومة الدفاع الجوي تور)

### بدء التعريف بالرقم 5: معدات الدفاع الجوي
- 5Ae: حواسب (5Ae26 حاسوب متخصص متعدد المعالجات (CPU))
- 5B: رؤوس حربية لصواريخ أرض-جو (5B18 رأس حربي لصاروخ إس-125 بيتشورا)
- 5P: قاذفات صواريخ أرض-جو (5P75 قاذف رباعي لقذائف نظام الدفاع الجوي إس-125)
- 5V: صواريخ أرض-جو (5V55 صاروخ سطح-جو لمنظومة الدفاع الجوي إس-300)
- 5Ya: صواريخ أرض-جو (5Ya23 صاروخ أرض-جو لنظام إس-75 للدفاع الجوي)
- 5#

* 51T6: ويعرف أيضاً باسم (SH-11/ABM-4 Gorgone) صاروخ اعتراضي مضاد للصواريخ الباليستية يعمل بنظام الدفاع الجوي A-135
* 53T6: ويعرف أيضاً باسم (SH-08/ABM-3 Gazelle) منظومة اعتراض جوي داخلي لنظام الدفاع الجوي A-135